# Pavlov, Havlíčkův Brod
Pavlov là một làng thuộc huyện Havlíčkův Brod, vùng Vysočina, Cộng hòa Séc.